# Fabrizio Carloni

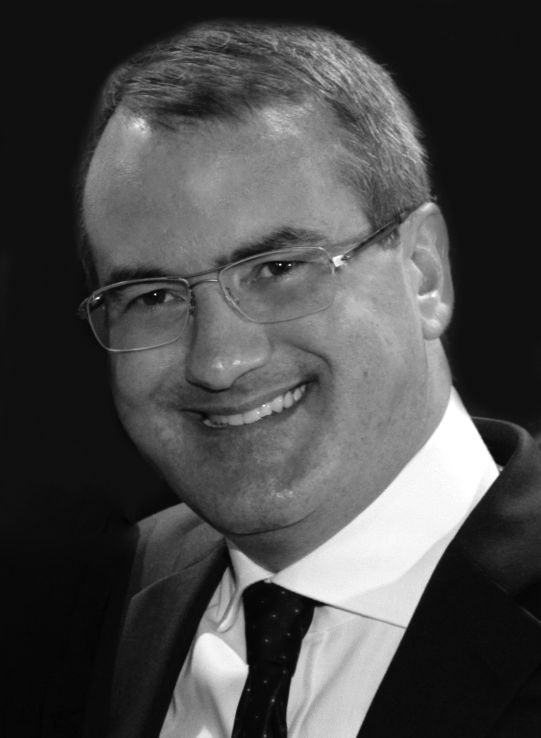
Fabrizio Carloni

Fabrizio Carloni (Roma, 30 aprile 1953) è un giornalista e storico italiano.
Vive e lavora a Napoli.

## Biografia
Nato a Roma nel 1953 e residente a Napoli, dopo gli studi liceali si laurea In Scienze Politiche; dal 1979 collabora con il quotidiano Roma di Napoli. Dalla fine degli anni 1990 contribuisce alla pagina Banche e finanza de  Il Denaro; dagli inizi degli anni Duemila collabora con i periodici Storia Militare, Nuova Storia Contemporanea e Storia & Battaglie.
È nipote del sindacalista delle Acciaierie di Terni Maceo Carloni, ucciso il 4 maggio 1944 da elementi della Brigata Garibaldi "Antonio Gramsci" a Casteldilago.

## Attività giornalistica
Per il Roma, come opinionista, scrive in prima pagina sui temi della camorra, dell'islamismo, del parassitismo e dello sfruttamento dei minori. Per Il Denaro scrive dal 1997; i suoi articoli sul giornale finanziario hanno anticipato il decadimento del sistema bancario occidentale sin dal 2001. Suoi contributi sono stati pubblicati nella sezione Cultura dei quotidiani Il Secolo d'Italia e Il Tempo di Roma, La Sicilia di Catania e La Gazzetta del Mezzogiorno di Bari. Per I'M Magazine, diretto dalla figlia Ilaria, cura Opinioni su società e costume.

## Ricerca storica
I suoi studi hanno contribuito a riportare alla luce una delle prime stragi commesse da un esercito straniero nella Campagna d'Italia 1943-1945 (Vittoria, Sicilia, 10 luglio 1943; pubblicato su Nuova Storia Contemporanea n. 2 di marzo-aprile 2009). 
L'episodio ha trovato conferma definitiva grazie alla testimonianza rilasciatagli da Salvatore Alberto Mangano, nipote del podestà di Acate Giuseppe Mangano e del fratello di quest'ultimo, Ernesto, trucidati in quelle circostanze da militari statunitensi con il figlio di Giuseppe, Valerio, di 17 anni.
In seguito, ha ricostruito l'uccisione dei Carabinieri del Posto Fisso di Passo di Piazza (Gela) avvenuta ad opera di paracadutisti statunitensi della 82ª divisione aviotrasportata nel corso dell'Operazione Husky I. La conferma, con l'intervista al carabiniere Antonio Cianci, nel frattempo rintracciato, è stata data con un suo intervento sul Corriere della Sera del 9 agosto 2010. La versione definitiva della vicenda ha trovato sistemazione storica nel suo saggio Gela 1943 - Le verità nascoste dello sbarco americano in Sicilia, pubblicato da Mursia nel 2011. Il professor Francesco Perfetti curò la presentazione di quel lavoro.
The Times di Londra, in occasione del settantesimo anniversario dello sbarco in Sicilia, il 12 luglio 2013,  ha divulgato la notizia dell'apertura da parte della Procura Militare di Napoli di un fascicolo sulle stragi compiute dagli statunitensi in Sicilia. Nell'intervento, firmato dal giornalista Philip Willan, il quotidiano ha citato Fabrizio Carloni come artefice della scoperta della fucilazione dei Carabinieri del Posto Fisso di Passo di Piazza, notizia ripresa dall'edizione pomeridiana del TG1 del 13 luglio.
In merito alla battaglia di Gela, ha ricostruito alcune pagine importanti dei combattimenti dimostrando, tra l'altro, l'assenza di truppe di colore nordamericane tra i reparti coinvolti nelle fasi iniziali dello sbarco; circostanza riferita, precedentemente, da molti testimoni civili e militari della battaglia e riportata da ufficiali italiani in relazioni di servizio. Carloni ha anche smentito, materiale documentario alla mano, la tesi della distruzione, da parte statunitense, di una intera compagnia di carri armati (preda bellica francese) del Regio Esercito; versione, quest'ultima, fino ad allora sostenuta da molte fonti, tra le quali il saggio di Alberto Santoni pubblicato dall'Ufficio Storico dello Stato maggiore dell'Esercito.

## Opere
Libri
- San Pietro Infine 8-17 dicembre 1943 - La battaglia prima di Cassino - Mursia (2003)
- Il Corpo di Spedizione francese in Italia 1943-1944 - Mursia (2006)
- Gela 1943 - Le verità nascoste dello sbarco americano in Sicilia - Mursia (2011)
- L'occupazione italiana della Corsica novembre 1942 - ottobre 1943 - Mursia (2016)
- Maceo Carloni. Storia e politica (con S. Fabei, D. Pirro, V. Pirro) - Intermedia Edizioni (2019)
- Il Sangue dell'Arma. Separatismo, banditismo e le stragi dei Carabinieri. Sicilia 1943-1950 - Mursia (2019)
- L'Intendenza Italiana in Russia luglio 1941 - maggio 1943 Prefazione di Emilio Tirone - Mursia (2023)

Ricerche e pubblicazioni
- Storia & Battaglie n. 6 di gennaio 2001, La Battaglia di Monte Lungo
- Storia & Battaglie n. 11 di novembre-dicembre 2001, Gli ultimi combattenti giapponesi
- Storia & Battaglie n. 33 di febbraio 2004, Le violenze delle truppe coloniali francesi
- Storia & Battaglie n. 66 di febbraio 2007, Il Corpo di spedizione francese in Italia
- Storia & Battaglie n. 90 di aprile 2009, Le atrocità alleate in Sicilia
- Storia Militare n. 122 di novembre 2003, Cosacchi in Italia
- Storia Militare n. 198 di marzo 2010, Gela, luglio 1943
- Nuova Storia Contemporanea anno XIII n. 2 di marzo-aprile 2009, L'Operazione Husky e la prima strage di civili. L'eccidio di Vittoria nel Ragusano
- Nuova Storia Contemporanea anno XIV n. 3 di maggio-giugno 2010, La battaglia di Gela. Uccisioni di civili e fucilazioni di carabinieri
- Nuova Storia Contemporanea anno XVI n. 1 di gennaio-febbraio 2012, Le atrocità delle truppe coloniali francesi nell'Italia Centrale
- Nuova Storia Contemporanea anno XVIII n.1 di gennaio-febbraio 2014, L'occupazione italiana della Corsica (1942-1943). L'armistizio dell'8 settembre e l'archivio del generale Giovanni Magli
- Ligne de Front n. 34 di gennaio-febbraio 2012, La bataille pour Gela 10-11 juillet 1943, les jours les plus longs Archiviato il 21 maggio 2018 in Internet Archive. (coautore David Zambon)

## Riconoscimenti
- Il Comune di San Pietro Infine ad agosto 2005 gli ha conferito la cittadinanza onoraria per i suoi studi sulla battaglia in cui fu coinvolto il paese nel dicembre 1943.
- Il 28 settembre 2009, in occasione del 66º anniversario della Battaglia di Scafati, ha ricevuto dal Comune salernitano e dalla famiglia del generale inglese Michael Forrester il premio giornalistico "Alexander B. Austin - Stewart G. Sale - William J. Munday Memorial Journalistic Prize" per i suoi studi sulla Campagna d'Italia 1943-1945.